# St Kilda (Nouvelle-Zélande)

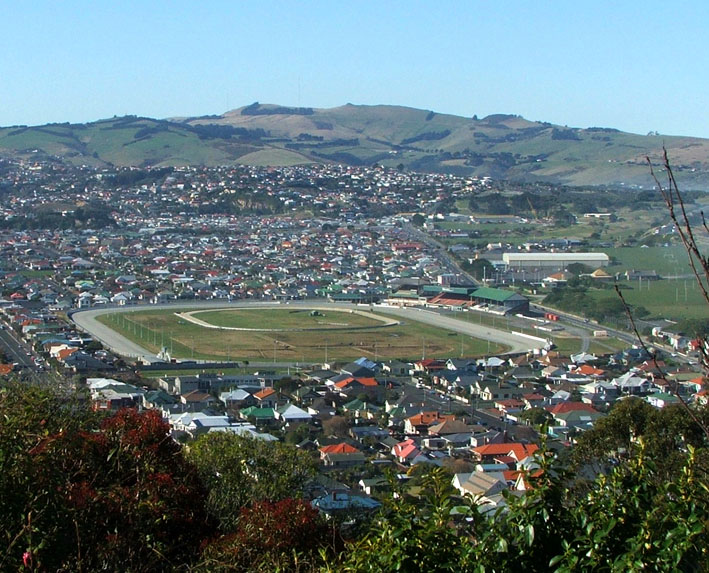
En regardant à travers ‘Forbury Park’ et le sud de ‘Saint Kilda’ à partir de l’ouest. Le grand bâtiment blanc dans la partie supérieure droite de l’image est le « Dunedin Ice Stadium », avec « Marlow Park » immédiatement à sa droite.

St Kilda est une banlieue de la cité de Dunedin dans l’Île du Sud de la Nouvelle-Zélande.

## Situation
C’est une banlieue densément habitée de type résidentielle, qui s’étend dans la partie sud de la plaine centrale de la ville, vers le sud-ouest de la tête du port et immédiatement au nord de la banlieue de Ocean Grove, dont une partie constitue la plage de ‘St Kilda’ et ‘Middle Beach’, qui sont à l’intérieur de la banlieue et forme son relief principal.

## Population
La population de Saint Kilda lors du recensement de 2001 en Nouvelle-Zélande (en) était de 5 904 habitants.

## Gouvernance
La banlieue a des limites assez bien définies, ayant été un borough séparé de 1875, jusqu’au moment de la restructuration du gouvernement local en 1989. 
Ce ‘borough’ était limité par ‘Forbury Road’ à l’ouest, ‘Bay View Road’ au nord, et ‘Royal Crescent’ à l’est, et au moment de son incorporation dans la cité de Dunedin, c’était le borough le plus densément peuplé de la Nouvelle-Zélande. 
La plupart de la croissance du borough survint entre 1900 et 1930, durant la période ou la population a augmenté nettement, passant de 1 500 habitants à 8 000 résidents puis déclinant doucement depuis cette époque jusqu’à actuellement 5 900 résidents. 
De nombreuses maisons de St Kilda datent de cette époque.

## Toponymie
St Kilda fut dénommée pour la ville de St Kilda dans l’état de Victoria en Australie, qui est une banlieue de la ville de Melbourne, par le premier promoteur des propriétés: George Scott, qui est arrivé en Nouvelle-Zélande, en provenance de la région de Victoria en Australie en 1862. 
Le nom antérieur du secteur était en langue Maori: Whakaherekau .
St Kilda donna son nom à la circonscription électorale de Nouvelle-Zélande (en), qui couvre la plus grande partie du sud du secteur de Dunedin et de la Péninsule d'Otago. 
Cette circonscription électorale a existé de 1946 à 1993 (après quoi, elle fut remplacée par le nouveau secteur électoral de Dunedin South (en)), et fut représentée successivement par Fred Jones (en) (parti travailliste de Nouvelle-Zélande 1946 à 1951), Sir James Barnes (en) (Parti national de Nouvelle-Zélande, de 1951 à 1957), Bill Fraser (en), (travailliste ) de 1957 à 1981, et Michael Cullen (en) (travailliste) de 1981 à 1993.

## Description
St Kilda est entourée par les banlieues de St Clair, Forbury, Caversham, South Dunedin, Musselburgh et Tainui.  
Les autres rues majeurs de ‘Saint Kilda’ comprennent ‘Prince Albert Road’ dans l’est (qui contient les quelques magasins de la banlieue), ‘Queens Drive’, ‘Richardson Street’ et ‘Victoria Road’, cette dernière courant le long de la berge sud, la séparant de l’Océan Pacifique par une large bande de hautes dunes. 
Le point de vue de ‘Sir James Barnes Lookout’ est localisé tout près du point le plus haut des dunes et donne la vue au-dessus et à travers la plaine sur laquelle s’étend ‘Saint Kilda’ et la partie voisine de la city.
Les rues de ‘Saint Kilda’ forme une grille, qui est interrompu par le long croissant d’Hargest Crescent’, qui courre autour de la limite originale de la cité et est le lieu principal des courses de chevaux nommé parc de Forbury (en) (il fut réduit à sa taille actuelle en 1909).
La banlieue contient aussi le stade de glace de Dunedine (en), un anneau de taille Olympique pour le patinage de vitesse et plusieurs autres terrains de sports, et en particulier: le « De Carle Park», «Marlow Park», « Kettle Park» et «Hancock Park». 
Le parcours de golf de Chrisholm (en) siège aussi en partie dans l’aire de Saint Kilda. 
La banlieue de Saint Kilda possède 3 pubs, un green de bowling, des courts de tennis, et une hall pour le badminton. 
Bien qu’elle ne contienne aucune école secondaire, les2 écoles supérieures avec sexe séparé du Ecole secondaire du roi (en) et de école secondaire de la reine de Dunedin (en) se tiennent tout près du bord nord de la banlieue.
Saint Kilda est aussi le domicile du «St Kilda Sentinel Brass Band», du «Pirates
St Kilda Surf Lifesaving Club», du «Hot Rod Club» et du groupe de scout de la plage de l’ «Ocean Beach scout group».  
Étant principalement résidentiel, il y a peu de structures industrielles notables dans cette banlieue, à l’exception de l’entreprise de boissons Wests (en), une fabrique de soda localisée au niveau de la ‘ Bay View Road’.